# Воймон
Воймон (швед. Vojmån) — річка у Швеції, у південній Лапландії. Найбільша ліва притока річки Онгерманельвен. Довжина річки становить 210 км, площа басейну — 3550 км², що становить 11,12% басейну Онгерманельвен. Бере початок у Скандинавських горах біля південного схилу гори Rastatjåkko, на кордоні з Норвегією. Проходить через кілька озер. Річище порожисте. Впадає у озеро Вольгшен, що на річці Онгерманельвен. Біля гирла річки Воймон лежить місто Вільхельміна.

## Озера
| №                            | Назва             | Назва швед- ською   | Площа, км² | Висота над рівнем моря, м | Середня глибина, м | Макс. глиби- на, м | Об'єм, км³ |
| ---------------------------- | ----------------- | ------------------- | ---------- | ------------------------- | ------------------ | ------------------ | ---------- |
| 1                            | Авашен (Ауйояуре) | Avasjön (Aujojaure) | 1,46       | 581,3                     | —                  | —                  | —          |
| 2                            | Блєрікен          | Bleriken            | 0,569      | 582                       | —                  | —                  | —          |
| 3                            | Гуттерн           | Gottern             | 5,85       | 578,9                     | —                  | —                  | —          |
| 4                            | Фіаншен           | Fiansjön            | 0,889      | 567                       | —                  | —                  | —          |
| 5                            | Сельшен           | Selsjön             | —          | —                         | —                  | —                  | —          |
| 6                            | Фатчерн           | Fattjärn            | —          | —                         | —                  | —                  | —          |
| 7                            | Боркешен          | Borkasjön           | 5,57       | 520                       | 18,8               | 58,7               | 0,109      |
| 8                            | Бергшен           | Bergsjön            | 3,36       | 474                       | —                  | 13,9               | —          |
| 9                            | Дікашен           | Dikasjön            | 6,41       | 416,1                     | 4,9                | 15,5               | 0,031      |
| 10                           | Воймшен           | Vojmsjön            | 83,4       | 417,1                     | 39,3               | 130                | 3,114      |
| 11                           | Стрідікселет      | Stridikselet        | —          | —                         | —                  | —                  | —          |
| 12                           | Бескселет         | Bäskselet           | —          | —                         | —                  | —                  | —          |
| Примітки. «—» — немає даних. |                   |                     |            |                           |                    |                    |            |